# Daniel Ducommun du Locle
David Henry-Joseph Ducommun du Locle, né le 15 avril 1804 à Nantes et mort le 6 septembre 1884 à Rethel, est un haut fonctionnaire des finances et sculpteur français.

## Biographie

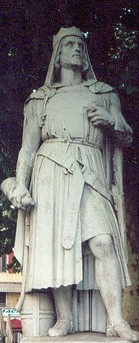
Rambaud II d'Orange, Orange.

Daniel Ducommun du Locle est le fils de Joseph Ducommun, pharmacien en chef des hospices civils de Nantes, et de Louise Laurence Martin.
Il épouse en premières noces Louise Antoinette Collart-Dutilleul, puis en secondes noces Louise Antoinette Prince.
Il est inhumé à Paris au cimetière du Père-Lachaise (39e division).

### Carrière administrative
Il est nommé receveur des impôts à Orange le 17 février 1831, puis à Vire le 18 août 1832 et enfin à Bayeux le 5 août 1833.
Le 14 octobre 1836, il est nommé receveur-percepteur à Paris. Il est nommé ensuite receveur général pour le département des Hautes-Pyrénées le 28 avril 1857, puis la même année dans le département de la Drôme. Il exerce les lucratives fonctions de trésorier-payeur général de la Drôme du 23 janvier 1866 au 9 août 1873, date de sa mise à la retraite.
Il est nommé chevalier de la Légion d'honneur le 30 avril 1841 et promu officier du même ordre le 15 août 1865.

### Carrière artistique

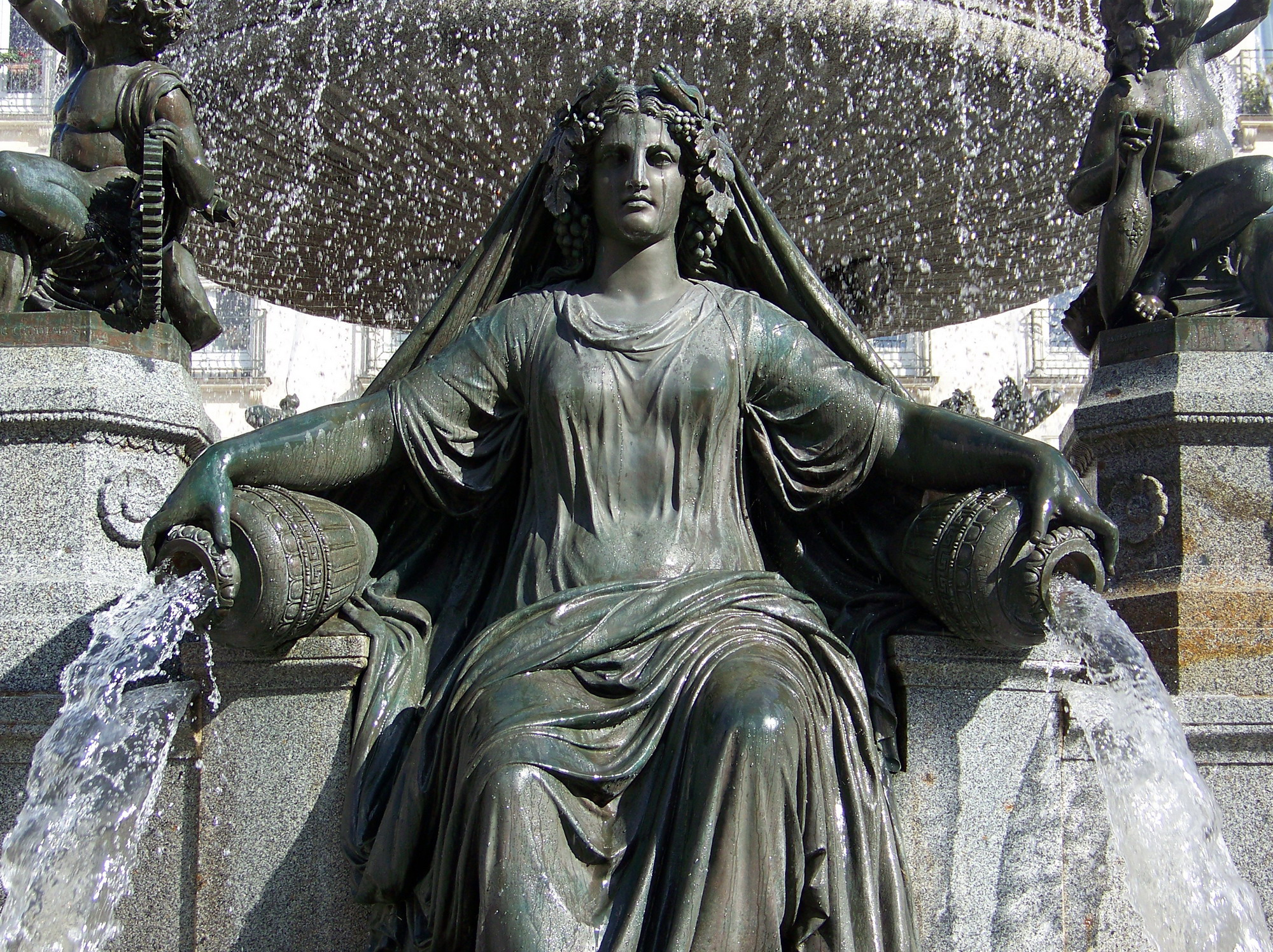
Allégorie de La Loire, Nantes, fontaine de la place Royale.

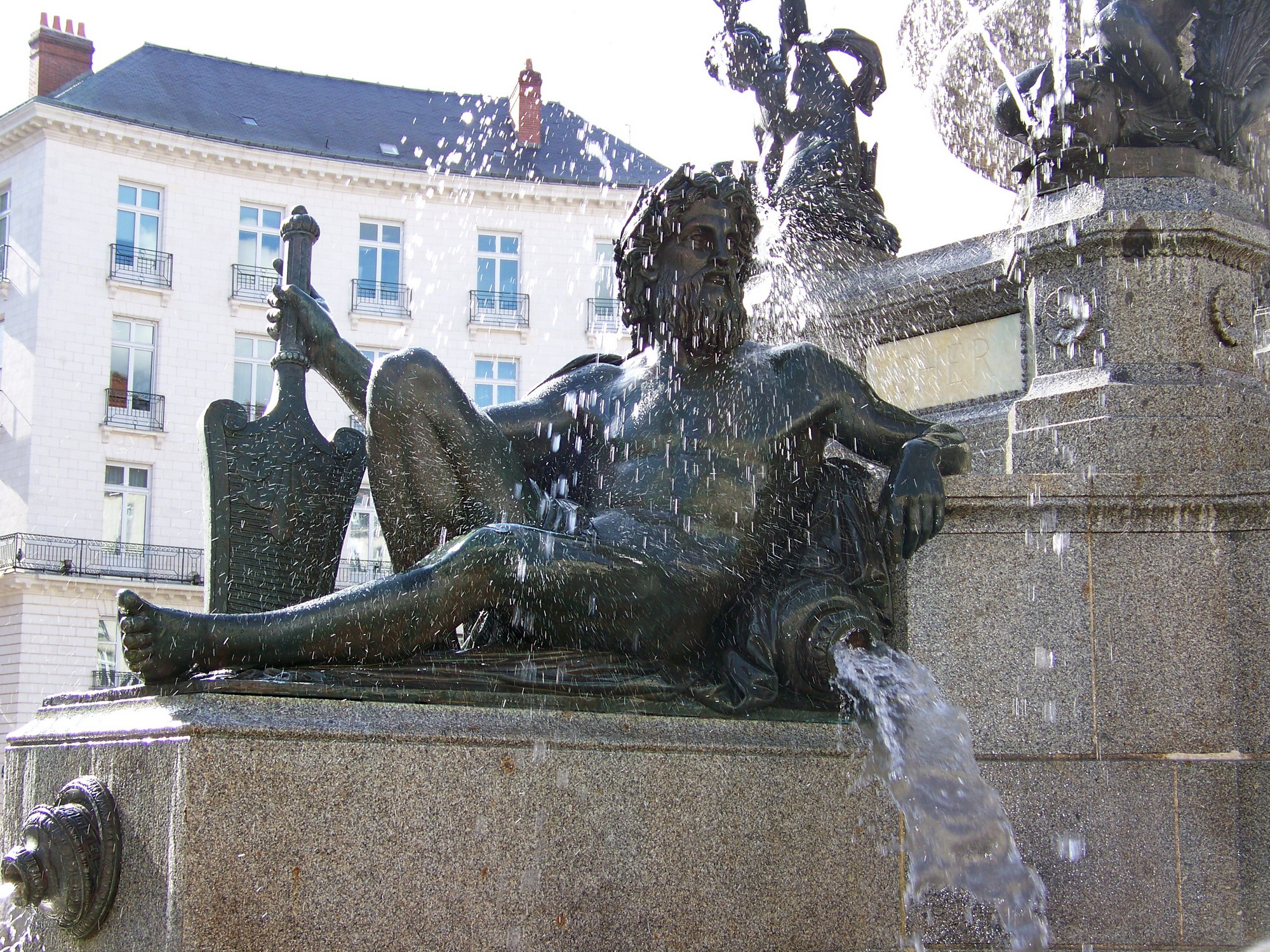
Allégorie du Cher, Nantes, fontaine de la place Royale.

Daniel Ducommun du Locle étudie sous la direction de François Joseph Bosio et Jean-Pierre Cortot à l'École des beaux-arts de Paris. Il expose pour la première fois au Salon de 1839. Il expose le buste du Comte Siméon (1842), Cléopâtre (1844), la statue en bronze de Rambaud II d'Orange réalisée pour la ville d'Orange qui lui vaut au Salon de 1846 une médaille de première classe, les bustes de Mollien et du contre-amiral Leray (1853), La Musique, statue pour le nouveau palais du Louvre (1856), sept statues ornant une fontaine monumentale sur la place Royale à Nantes (1865).
Il réalise plusieurs versions de Cléopâtre couchée : une statuette de petite taille (34 × 61 × 21 cm) éditée en bronze avec une patine rouge-brun, et deux statues de grande taille (100 × 180 cm), l'une conservée au musée des beaux-arts de Nantes, l'autre en marbre exposée au Salon de Paris en 1847 et offerte au même musée en 1849. Une version en bronze, commandé par l'État en 1852 est conservée au musée des beaux-arts de Marseille depuis 1854. Il expose une Cléopâtre en marbre au Salon de Bruxelles de 1848, où il reçoit une médaille de vermeil.
En 1865, Daniel Ducommun du Locle et Guillaume Grootaërs réalisent la fontaine monumentale érigée sur la place Royale de Nantes, symbolisant la vocation fluviale et maritime de la ville. Ducommun du Locle sculpte la statue de Nantes sous les traits d’une allégorie couronnée veillant sur La Loire et ses affluents : L’Erdre, La Sèvre Nantaise, Le Cher et Le Loiret. Les statues en bronze furent fondues par le fondeur Jean-Simon Voruz.

### Sources bibliographiques
- Pierre-François Pinaud, Les Receveurs Généraux des Finances 1790-1865. Étude historique, Genève, Librairie Droz, 1990 (en ligne).
- Nouvelles archives de l'art français (1872-1906), Société de l'histoire de l'art français (en ligne sur archive.org).

### Iconographie
- Étienne Carjat (1828-1906), Portrait photographique de Daniel Ducommun du Locle, vers 1870, épreuve sur papier albuminé, Paris, musée d'Orsay.